# Landéan
Landéan (en bretó Landean) és un municipi francès, situat a la regió de Bretanya, al departament d'Ille i Vilaine. L'any 2006 tenia 1.246 habitants.

## Demografia
| 1962                                       | 1968 | 1975 | 1982  | 1990  | 1999  |
| ------------------------------------------ | ---- | ---- | ----- | ----- | ----- |
| 969                                        | 917  | 920  | 1.129 | 1.199 | 1.166 |
| Des de 1962: població sense dobles comptes |      |      |       |       |       |

## Administració
| Període | Identitat           | Partit |
| ------- | ------------------- | ------ |
| 1983-   | Louis-Gérard Guérin |        |